# PHL-03
El PHL-03 es un lanzacohetes múltiple de largo alcance autopropulsado de 12 tubos y 300 mm montado en camión fabricado por la República Popular China.
El sistema está comenzando a ser reemplazado por el PHL-16, más modular y moderno.

## Diseño
El diseño se basa en el sistema de artillería de cohetes BM-30 Smerch de fabricación soviética. La función principal de este lanzacohetes múltiple es atacar objetivos estratégicos como grandes concentraciones de tropas, aeródromos, centros de mando, baterías de defensa aérea e instalaciones de apoyo. También se utiliza para participar en misiones de fuego de contrabatería.
El PHL-03 tiene la misma configuración que su homólogo soviético original con 12 tubos de lanzamiento para cohetes de artillería de 300 mm, junto con un sistema de control de fuego computarizado (FCS) que incorpora GPS/GLONASS/BeiDou.

### Cohetes
El PHL-03 utiliza cohetes de 300 mm de la familia BRE, concretamente el BRC4, BRE2 y el Fire Dragon 140A guiado, que tienen un alcance de 130 km (81 millas).
El peso estándar de cada cohete es de 800 kg (1800 lb) con una ojiva de 280 kg (620 lb). El alcance máximo de disparo depende del tipo de ojiva, con alrededor de 70 a 130 km (43 a 81 millas). Las ojivas estándar son de fragmentación altamente explosiva (HE-FRAG), explosivas de combustible-aire y ojivas de racimo con submuniciones antiblindaje y antipersonal. Las ojivas de racimo también pueden transportar municiones antitanque autodirigidas. Una salva completa de este sistema podría cubrir un área de hasta 67 hectáreas (170 acres).
En octubre de 2020, se informó que se estaba desplegando un nuevo tipo de cohete en el PHL-03 con un alcance 30 km más largo de lo normal, lo que sugiere un alcance de 160 km (99 millas).